# Droga wojewódzka 185
Die Droga wojewódzka 185 (DW 185) ist eine polnische Woiwodschaftsstraße, die auf 15,46 Kilometer Länge in den Woiwodschaft Großpolen in Süd-Nord-Richtung verläuft.
Die DW 185 verbindet Piotrowo mit Szamotuły.